# D'You Know What I Mean?
D'You Know What I Mean? är en låt skriven av Noel Gallagher och lanserad av Oasis i juli 1997. Det var den första singeln från gruppens tredje album Be Here Now. Låten blev gruppens tredje listetta i Storbritannien och en hitsingel i många länder. En av singelns b-sidor, "Stay Young" togs med på samlingsalbumet The Masterplan.
I låtens musikvideo uppträder gruppen i ett slags postapokalyptiskt stadslandandskap samtidigt som brittiska Westland Lynx-helikoptrar cirkulerar runt dem.

## Listplaceringar
| Lista (1997)   | Position             |
| -------------- | -------------------- |
| Australien     | 16                   |
| Danmark        | 5 ("Tjeklisten")     |
| Finland        | 1                    |
| Irland         | 1                    |
| Island         | 9                    |
| Kanada         | 28 (RPM)             |
| Nederländerna  | 31                   |
| Norge          | 3 (VG-lista)         |
| Nya Zeeland    | 4                    |
| Schweiz        | 20                   |
| Storbritannien | 1 (UK Singles Chart) |
| Sverige        | 2 (Topplistan)       |
| Tyskland       | 27                   |
| Österrike      | 38                   |